# Nicrophorus sepulchralis
Nicrophorus sepulchralis là một loài bọ cánh cứng trong họ Silphidae được miêu tả bởi Oswald Heer in 1841.